# Поляков, Борис Исаакович
Борис Исаакович Поляков — советский учёный в области систем связи, хозяйственный, государственный и политический деятель.

## Биография
Родился в 1911 году в Нежине в еврейской семье. Член КПСС с 1932 года.
С 1929 года — на хозяйственной, общественной и политической работе. В 1929—1976 гг. — студент Московского института инженеров связи, участник Великой Отечественной войны, инженер-майор — помощник начальника 1 отделения 1 отдела управления связи Центрального фронта, помощник начальника 1 отделения 1 отдела управления связи 1 Белорусского фронта, научный работник, начальник лаборатории Радиотехнического института АН СССР имени академика А. Л. Минца.
За участие в проектировании, разработке и изготовлении элементов мощного синхроциклотрона был в составе коллектива удостоен Сталинской премии 1951 года.
За разработку, сооружение и ввод в действие линейного ускорителя протонов на энергию 100 Мэв — инжектора Серпуховского протонного синхротрона был в составе коллектива удостоен Государственной премии СССР в области техники 1970 года.
Умер в Москве в 1994 году.